# 元代々木町
元代々木町（もとよよぎちょう）は、東京都渋谷区の町名。「丁目」の設定のない単独町名である。住居表示実施済区域。

## 地理
渋谷区北西部に位置する。北に初台、東に代々木、南に上原、西に西原と隣接する。主に住宅地として利用され、大使館も所在する。町域の南東端には、小田急線の代々木八幡駅や地下鉄千代田線・代々木公園駅がある。町域東辺では山手通りが南北に走る。

### 地価
住宅地の地価は、2025年（令和7年）1月1日の公示地価によれば、元代々木町50-19の地点で124万円/m2となっている。

## 歴史
元代々木町は町名改正前、「代々木本町」という名称で、代々木八幡宮（現在の代々木5丁目）までが町域に含まれていた。

## 世帯数と人口
2024年（令和6年）12月1日現在（渋谷区発表）の世帯数と人口は以下の通りである。
- 世帯数 : 2,362世帯
- 人口 : 3,877人

### 人口の変遷
国勢調査による人口の推移。
| 年                 | 人口  |
| ------------------ | ----- |
| 1995年（平成7年）  | 3,100 |
| 2000年（平成12年） | 3,216 |
| 2005年（平成17年） | 3,054 |
| 2010年（平成22年） | 3,139 |
| 2015年（平成27年） | 3,437 |
| 2020年（令和2年）  | 3,895 |

### 世帯数の変遷
国勢調査による世帯数の推移。
| 年                 | 世帯数 |
| ------------------ | ------ |
| 1995年（平成7年）  | 1,492  |
| 2000年（平成12年） | 1,637  |
| 2005年（平成17年） | 1,685  |
| 2010年（平成22年） | 1,847  |
| 2015年（平成27年） | 2,062  |
| 2020年（令和2年）  | 2,372  |

## 学区
区立小・中学校に通う場合、学区は以下の通りとなる（2023年3月時点）。
- 区域 : 全域
  - 小学校 : 渋谷区立富谷小学校
  - 中学校 : 渋谷区立上原中学校
- 中学校のみ、調整区域により渋谷区立代々木中学校への変更が可能。

## 事業所
2021年（令和3年）現在の経済センサス調査による事業所数と従業員数は以下の通りである。
- 事業所数 : 262事業所
- 従業員数 : 2,906人

### 事業者数の変遷
経済センサスによる事業所数の推移。
| 年                 | 事業者数 |
| ------------------ | -------- |
| 2016年（平成28年） | 193      |
| 2021年（令和3年）  | 262      |

### 従業員数の変遷
経済センサスによる従業員数の推移。
| 年                 | 従業員数 |
| ------------------ | -------- |
| 2016年（平成28年） | 1,927    |
| 2021年（令和3年）  | 2,906    |

## 施設
- 駐日ベトナム社会主義共和国大使館
- 元代々木郵便局
- 元代々木保育園
- シオン幼稚園
- 應慶寺
- オリジナル設計本社
- 代々木教会

## 出身・ゆかりのある人物
- 藤田定市（実業家） - 藤田組、ラジオ中国各会長[15]。
- 藤田正明（馬主、実業家、政治家） - 参議院議長。藤田定市の二男[15]。広島県人で、東京の自宅住所が元代々木町[16]。
- 藤田雄山（政治家） - 広島県知事。藤田正明の長男。
- 藤田公康（実業家） - ビーアールホールディングス代表取締役。藤田正明の二男。
- 鹿島萩麿（元皇族、海軍軍人）

## その他

### 日本郵便
- 郵便番号 : 151-0062[3]（集配局 : 代々木郵便局[17]）。